# غريغوري س. كار
غريغوري س. كار (بالإنجليزية: Gregory C. Carr)‏ هو ناشط حقوق الإنسان أمريكي، ولد في 1959 في أيداهو فولز في الولايات المتحدة.